# Mi ritorni in mente/7 e 40
Mi ritorni in mente/7 e 40 è il settimo singolo da interprete di Lucio Battisti, pubblicato in Italia nel 1969.

## Descrizione
Inizialmente il lato A del disco doveva contenere il brano 7 e 40 e, il lato B, Una ma quando Battisti completò Mi ritorni in mente venne deciso l'inserimento di questo brano nel singolo a scapito di Una, brano che fu quindi temporaneamente accantonato fino al 1971 quando venne pubblicato nell'album Amore e non amore e inserito, nel 1972, nel singolo Elena no/Una.
Entrambe le canzoni, arrangiate come di consueto da Detto Mariano, vennero poi inserite nell'album Emozioni.

## Brani

### 7 e 40
Il testo di 7 e 40 parla di un addio: i due protagonisti decidono di separarsi, ma appena lei lascia la casa per prendere il treno delle 7:40, lui si ritrova solo e si accorge di non poter vivere senza di lei. Così cambia idea, e decide di prendere l'aereo delle 8:50 per arrivare a destinazione prima del treno e riconciliarsi con lei.

## Formazione[6]
- Lucio Battisti – voce, chitarra
- Flavio Premoli – pianoforte
- Franz Di Cioccio – batteria
- Franco Mussida – chitarra acustica e elettrica
- Andrea Sacchi - chitarra acustica e elettrica
- Giorgio Piazza – basso
- Dario Baldan Bembo – organo Hammond
- Gabriele Lorenzi - organo hammond
- Alberto Radius – chitarra elettrica
- Chriss & The Stroke - sezione fiati in Mi ritorni in mente
- Paola Orlandi - cori

## Accoglienza
Il singolo giunse al primo posto della classifica italiana e vi rimase per due settimane. Fu il 9º più venduto del 1969 in Italia.
| Nº | Settimana        | Posizione |
| -- | ---------------- | --------- |
| 1  | 6 dicembre 1969  | 10        |
| 2  | 13 dicembre 1969 | 8         |
| 3  | 20 dicembre 1969 | 5         |
| 4  | 27 dicembre 1969 | 2         |
| 5  | 3 gennaio 1970   | 2         |
| 6  | 10 gennaio 1970  | 1         |
| 7  | 17 gennaio 1970  | 1         |
| 8  | 24 gennaio 1970  | 3         |
| 9  | 31 gennaio 1970  | 3         |
| 10 | 7 febbraio 1970  | 4         |
| 11 | 14 febbraio 1970 | 5         |
| 12 | 21 febbraio 1970 | 6         |
| 13 | 28 febbraio 1970 | 7         |
| 14 | 7 marzo 1970     | 7         |

## Tracce
Lato A
1. Mi ritorni in mente – 3:41 (testo: Mogol – musica: Lucio Battisti; edizioni musicali Acqua azzurra)

Lato B
1. 7 e 40 – 3:32 (testo: Mogol – musica: Lucio Battisti; edizioni musicali Acqua azzurra)